# Buda (Chocnějovice)
Buda je malá vesnice v okrese Mladá Boleslav, je součástí obce Chocnějovice. Nachází se 2,7 kilometru severovýchodně od Chocnějovic.

## Historie
První písemná zmínka o vesnici pochází z roku 1790.